# Minoru Ōta
Minoru Ōta (大田 実, Ōta Minoru,Nagara 7 de abril de 1891 - Okinawa, 13 de junho de 1945) foi um almirante da Marinha Imperial Japonesa durante a Segunda Guerra Mundial e o comandante final das forças navais japonesas que defendiam a Península de Oroku durante a Batalha de Okinawa.
Em 11 de junho de 1945, a 6ª Divisão de Fuzileiros Navais dos EUA cercou as posições de Ōta na Batalha de Okinawa, e Ōta enviou um telegrama de despedida ao quartel-general do 32º Exército do IJA às 16h00 de 12 de junho. Em 13 de junho, Ōta cometeu suicídio com um revólver.